# Don't Go (Girls and Boys)
Don't Go (Girls and Boys) è un brano musicale della cantante canadese Fefe Dobson, estratto come quarto singolo dall'album Fefe Dobson.

## Tracce
1. Don't Go (Girls and Boys) - 3:18
2. Don't Let Me Fall - 3:55

## Classifiche
| Classifica (2004) | Posizione massima |
| ----------------- | ----------------- |
| Canada            | 10                |